# Melaya (Lemong)
Melaya is een bestuurslaag in het regentschap Lampung Barat van de provincie Lampung, Indonesië. Melaya telt 1761 inwoners (volkstelling 2010).